# St. Pauli-Elbtunnel

Schema-Zeichnung des Alten Elbtunnels

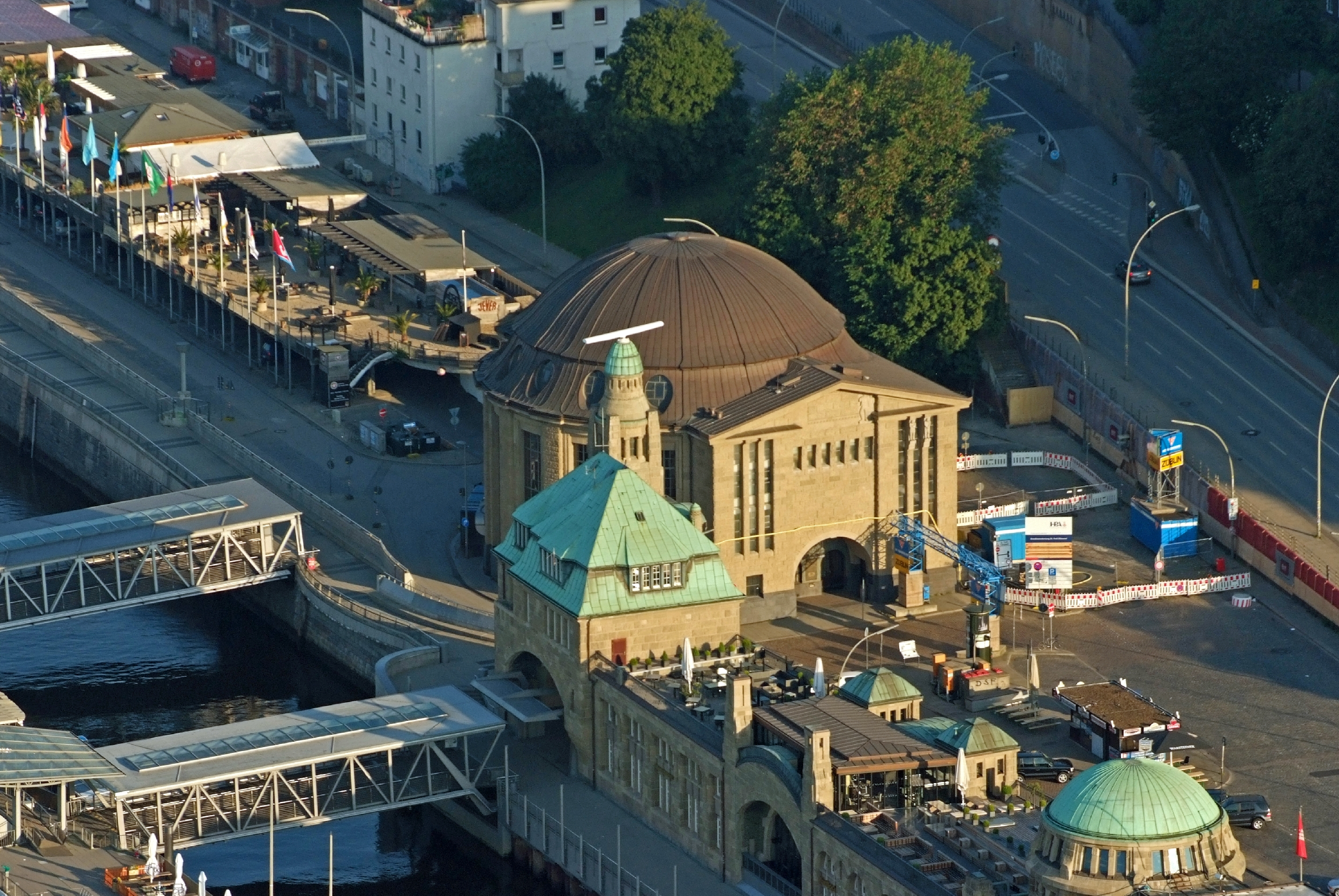
Eingangsgebäude an den Landungsbrücken zum Alten Elbtunnel, 2013

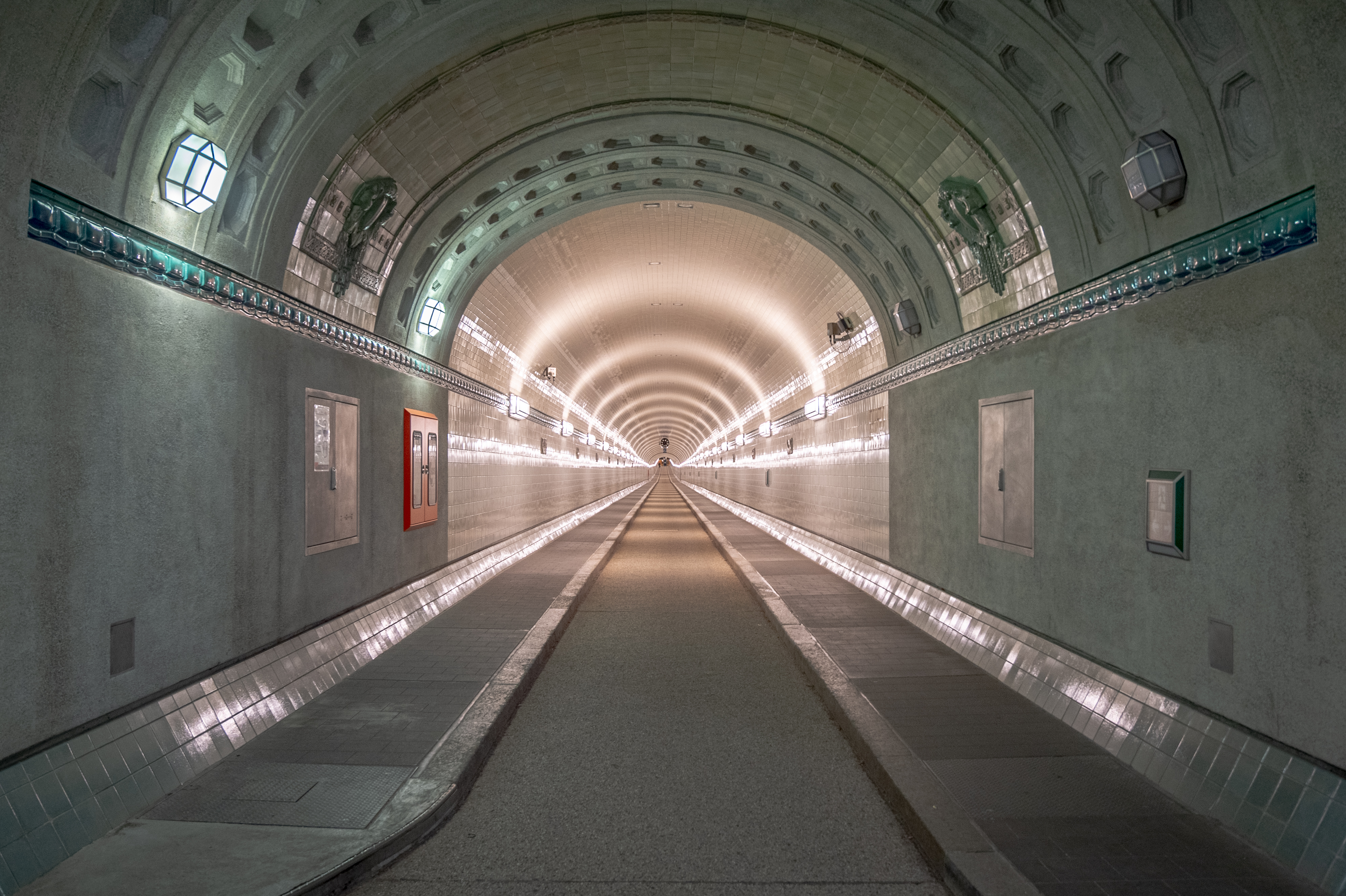
Eine der zwei Tunnelröhren

Der 1911 eröffnete St. Pauli-Elbtunnel – in Abgrenzung zum seit 1975 bestehenden Neuen Elbtunnel auch Alter Elbtunnel genannt – unterquert die Norderelbe auf einer Länge von 426,5 Metern und verbindet mit zwei Tunnelröhren die nördliche Hafenkante bei den St. Pauli-Landungsbrücken (Nordeingang) mit der Elbinsel Steinwerder (Südeingang). Er wird als öffentlicher Verkehrsweg sowohl von Fußgängern und Radfahrern als auch eingeschränkt von Kraftfahrzeugen genutzt. Er galt bei seiner Eröffnung als technische Sensation, steht seit 2003 unter Denkmalschutz und wurde am 7. September 2011 von der Bundesingenieurkammer und der Hamburgischen Ingenieurkammer-Bau mit dem Titel Historisches Wahrzeichen der Ingenieurbaukunst in Deutschland ausgezeichnet. Die Ehrentafel wurde am nördlichen Eingang (St. Pauli) angebracht.

## Baugeschichte und Architektur

### Planung

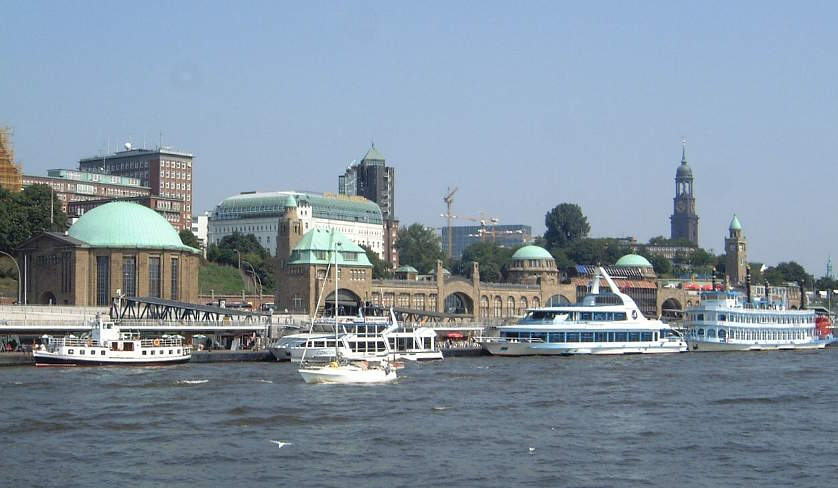
Nordeingang des alten Elbtunnels (links) mit Landungsbrücken (rechts) im Jahr 2000

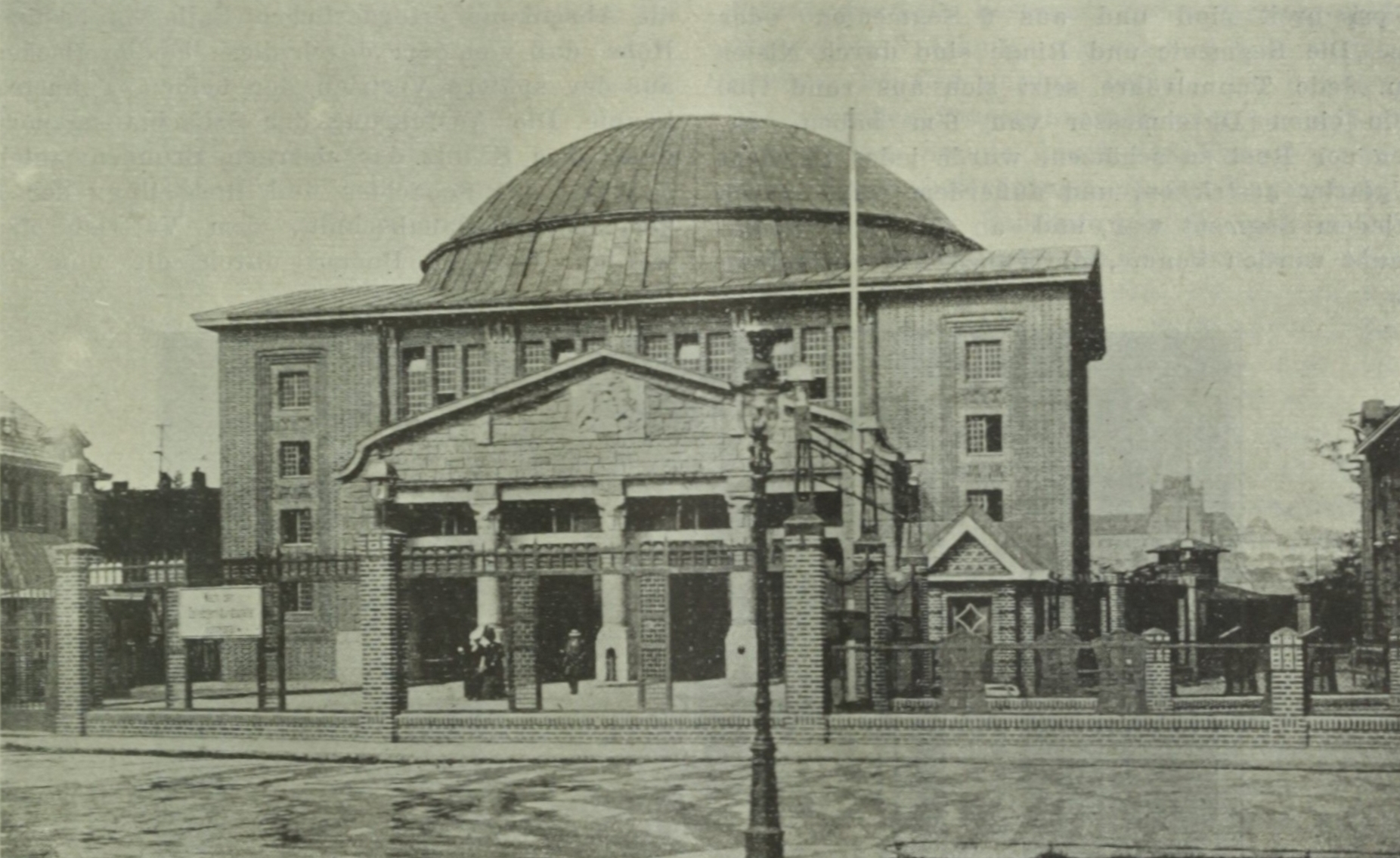
Der Südeingang im Eröffnungsjahr 1911. Das Gebäude wurde bei den Luftangriffen auf Hamburg beschädigt und mit einem Flachdach versehen wieder aufgebaut.

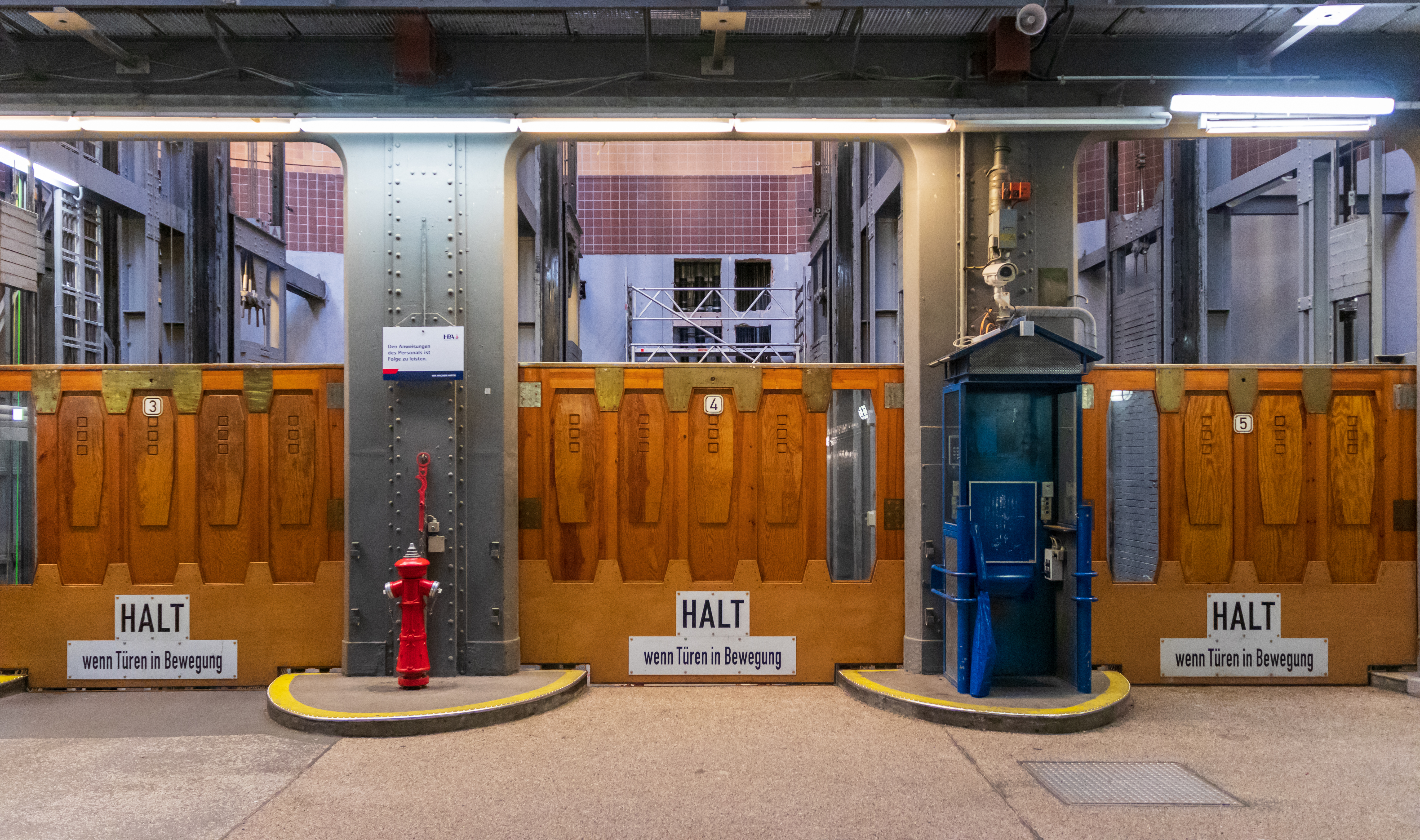
Aufzug für Fahrzeuge

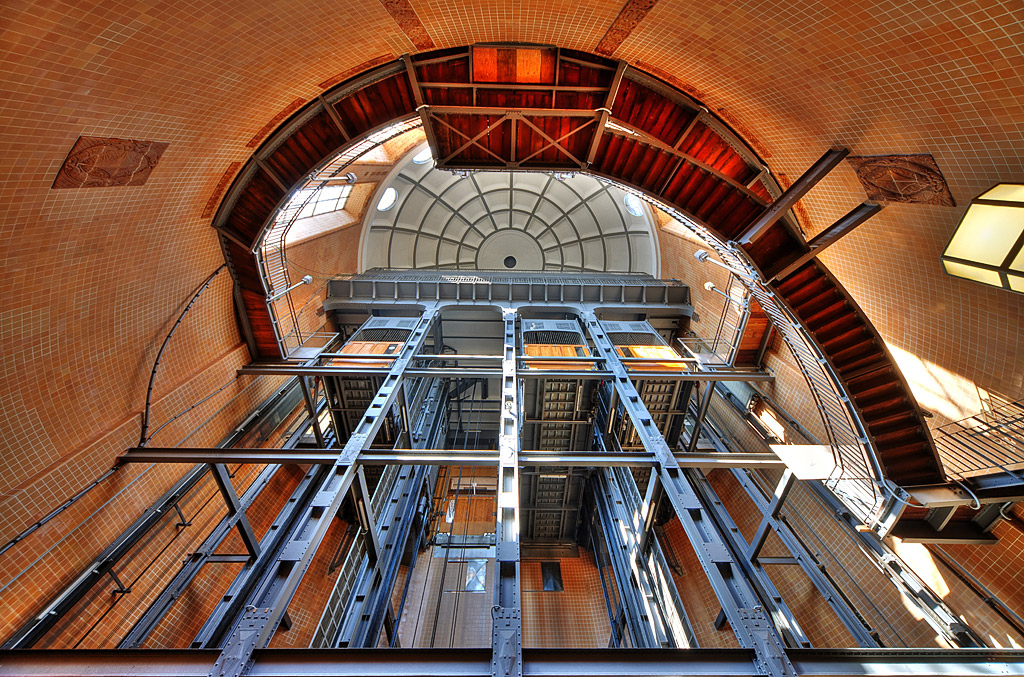
Blick vom Tunnelgrund auf die Nordkuppel und Fahrkörbe

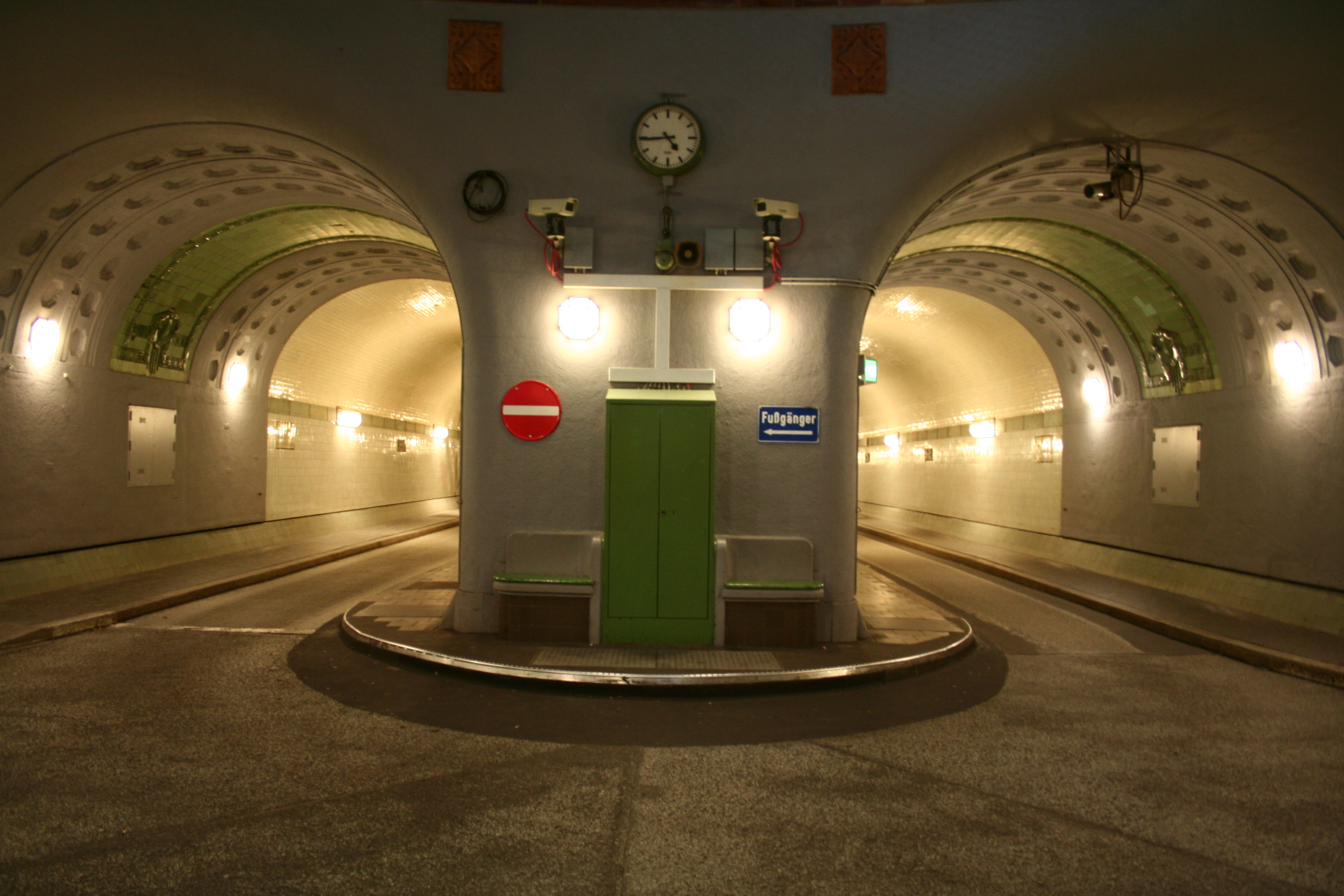
Übergang zwischen Zugangsbauwerk und Tunnelröhren auf Steinwerder

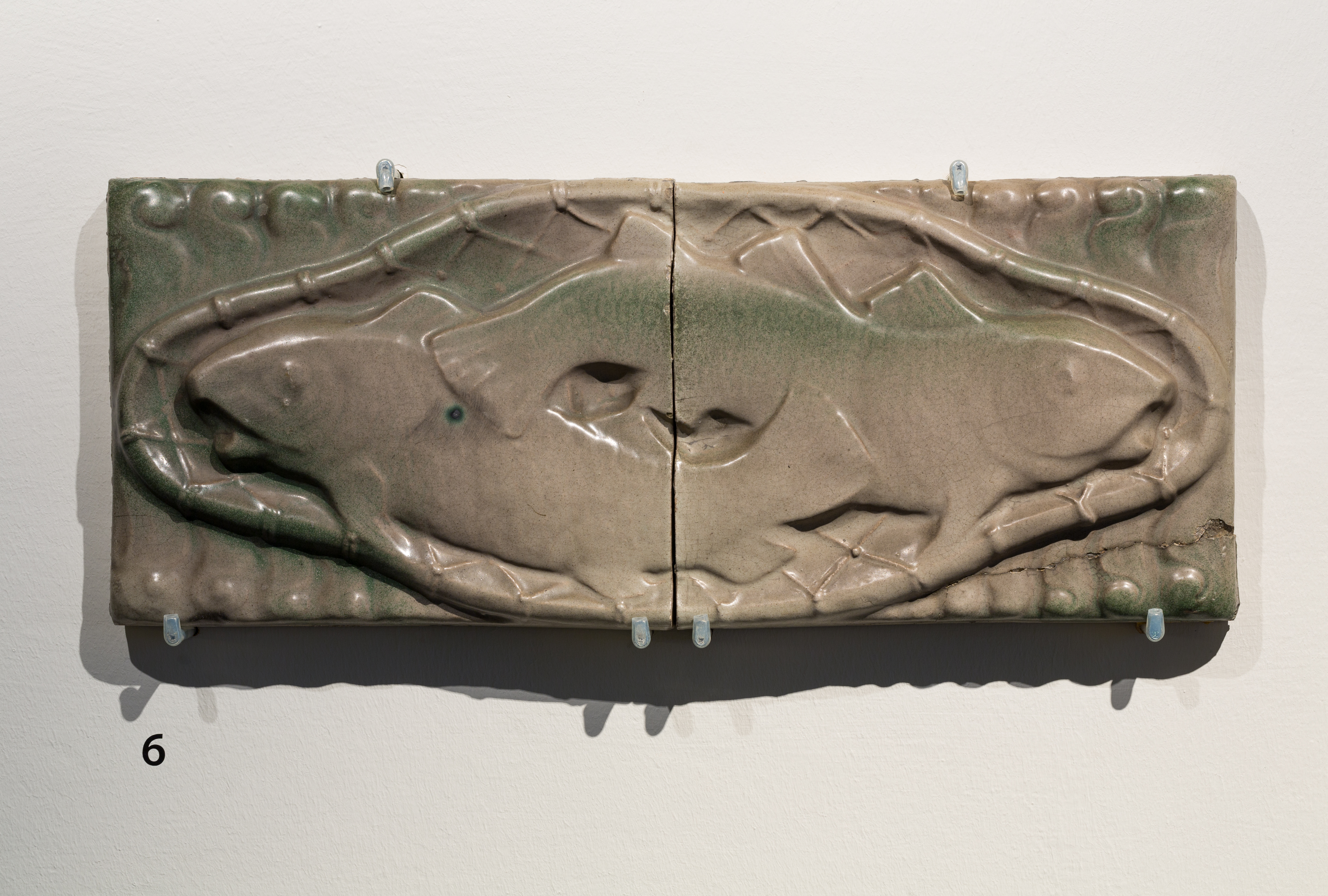
Majolikarelief mit Fischen im Museum für Hamburgische Geschichte

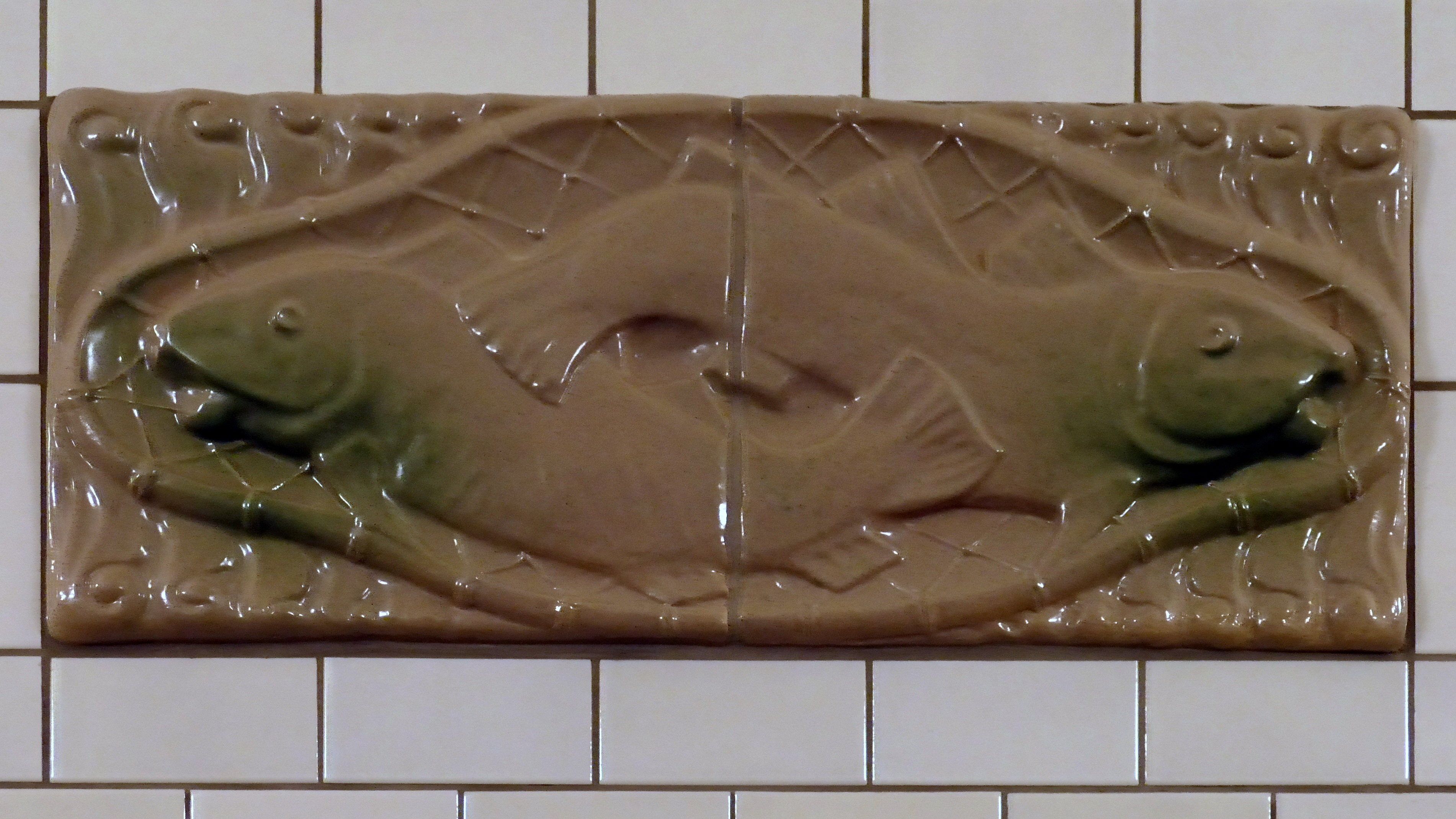
Das neue Majolikarelief mit Fischen im Alten Elbtunnel

Um die zunehmenden Verkehrsströme auf der Norderelbe in den Griff zu bekommen, wurde seit Ende des 19. Jahrhunderts über eine dauerhafte technische Lösung zur Elbquerung nachgedacht. Hintergrund war das enorme Wachstum des Hamburger Hafens und dessen damit einhergehenden Verlagerungen auf die der Stadt gegenüberliegende Elbseite. Man erhoffte sich davon weniger Behinderung der Schifffahrt durch kreuzende Hafenfähren und eine verbesserte Anbindung der großen Werften auf Steinwerder, wie Blohm & Voss, AG Vulcan und der Reiherstiegwerft sowie der Umschlagsplätze der neu entstandenen Hafenbecken im Bereich des Freihafens. Die seit 1888 bestehenden Fährlinien der HADAG konnten den bei Schichtwechsel entstehenden Strom der Arbeiter nicht bewältigen. Insgesamt waren 1895 im Hamburger Hafen 20.000 Werft- und 25.000 Hafenarbeiter beschäftigt. Hinzu kam, dass viele sich die Fähren finanziell nicht leisten konnten oder der Betrieb witterungsbedingt, z. B. im Winter bei Schnee und Eis, eingeschränkt war.
Als technische Lösungen waren zunächst auch eine bewegliche Brücke oder eine Schwebefähre in der Diskussion. Beide Lösungen hätten den Schiffsverkehr behindert und wurden daher wieder verworfen. Eine ebenfalls untersuchte Lösung mittels Hochbrücke hätte eine lichte Höhe von 55 Meter haben müssen und wäre dadurch sehr teuer geworden. Da es zu dieser Zeit bereits englische und amerikanische Vorbilder gab, die die grundsätzliche technische Machbarkeit einer Flussunterquerung demonstrierten, wurde auch ein Tunnel in die Überlegungen einbezogen. Schließlich wurde 1901 eine Entscheidung getroffen, und Baurat Ludwig Wendemuth konzipierte einen Elbtunnel. Ausgelegt war die Röhre mit einer Breite von 4,7 m und einer Mindesthöhe von ebenfalls 4,7 m für eine Mittelfahrbahn von 1,82 m Breite (was der damaligen Spurweite der Pferdefuhrwerke entsprach) und zwei erhöhten Fußwegen von 1,44 m Breite auf beiden Seiten. So konnte der Fußgängerverkehr in beiden Richtungen ungestört verlaufen; die einzige Fahrbahn hätte abwechselnd benutzt werden müssen.
1904 ergab die Senatsvorlage für den Tunnelbau zwei parallele Röhren zu je 4,8 m Durchmesser. Die Vorlage wurde für die Hamburger Bürgerschaft am 11. Mai 1904 präsentiert, mit zahlreichen Details, sowie mit wirtschaftlichen Betrachtungen diskutiert und an einen Ausschuss überwiesen.

### Bau

#### Schildvortriebsverfahren
Bei dem unter der Leitung von Otto Stockhausen 1907 begonnenen Bau wurde das Druckluftverfahren eingesetzt, um mittels des so erzeugten Überdrucks das Eindringen von Wasser zu verhindern. Durch die unterschiedlichen Bodenbeschaffenheiten mussten zwei unterschiedliche Bauverfahren angewandt werden. Die vertikale Ausschachtung auf der Steinwerder Seite erfolgte mit Hilfe eines eisernen Senkkastens. Auf der St.-Pauli-Seite wurde ein Ring ausgehoben, der mit Beton ausgefüllt wurde. Dann wurde der Kern ausgegraben und der Schacht fertiggestellt. Die beiden horizontalen Tunnelröhren baute man im Schildvortriebsverfahren, sie führen mit einer Sohlentiefe von 24 Metern von den St.-Pauli-Landungsbrücken nach Steinwerder am südlichen Ufer der Norderelbe. Die Oberkante der sechs Meter hohen Röhren liegt zwölf Meter unterhalb der damaligen Höhe des mittleren Hochwassersspiegels. Zwischen Tunnelröhre und Flussbett lag eine drei Meter dicke Schlickschicht. Die Baukosten betrugen 10,7 Millionen Mark. Auf das Jahr 1911 bezogen entspricht dies heute inflationsbereinigt einer Summe von 73,3 Mio. Euro.

#### Caissonkrankheit
Beim Bau unter Überdruck kamen drei Arbeiter durch die Caissonkrankheit ums Leben, zwei weitere starben bei Unfällen. Insgesamt wurden etwa 4400 Arbeitskräfte eingesetzt. Die Ärzte Arthur Bornstein und Olga Adele Bornstein schickten die Arbeiter nach Schichtende für 90 Minuten in eine Druckluftschleuse und untersuchten sie auf Taubheit, Schwindel oder Gliederschmerzen.

### Eröffnung
Der Tunnel wurde am 7. September 1911 für den Fußgängerverkehr und am 30. November 1911 für Pferdefuhrwerke und Kraftfahrzeuge eröffnet. Die Presse kommentierte:
- „mit lauter Sprache reden, wie die moderne Technik zu Lande, zu Wasser und unter dem Wasser die an sie herantretenden Aufgaben überwindet“ (Hamburger Fremdenblatt, 21. Mai 1911)
- „Seine einem Mausoleum nicht unähnliche Gestalt ist wohl geeignet, beim Beschauer, der den Zweck nicht ahnt, ein Grübeln über dessen Bestimmung zu wecken“ (Deutsche Bauhütte, 1911)
- „als einen von den licht- und formenfrohen Mächten des modernen Zeitgeschmacks durchfluteten Zeitgedanken, der zwar völlig im Zwecke aufgeht, bei dessen Verwirklichung aber nichts unterlassen worden ist, was beiträgt, diesem Zwecke die Schönheit zu verbinden“ (Hamburger Nachrichten, 13. Juli 1911).

### Gestaltung und Besonderheiten
Für den Tunnel wurden keine Zufahrtsrampen angelegt. Die Fahrzeuge werden stattdessen mit Aufzügen – je Uferseite vier Schächte mit je einem Fahrkorb – befördert. Die mittleren Aufzüge haben bei einer Nutzlänge von etwa 9,5 Metern eine Tragfähigkeit von je zehn Tonnen (10.000 Kilogramm). Sie sind länger als die beiden äußeren Aufzüge von je sechs Tonnen und einer Länge von etwa 7,3 Metern. Über den Schächten wurden nach Plänen der Altonaer Architektengemeinschaft Raabe & Wöhlecke zwei sich in den Maßen gleichende Gebäude errichtet – auf der St.-Pauli-Seite aus Tuffstein, auf der Steinwerder-Seite aus Ziegeln – mit kupferbeschlagenen Kuppeln. Dort sind auch die Antriebe für die Fahrkörbe untergebracht. Der Südeingang auf Steinwerder wurde bei den Luftangriffen auf Hamburg zum Teil zerstört; die Kuppel wurde beim Wiederaufbau durch ein unscheinbares Flachdach ersetzt.

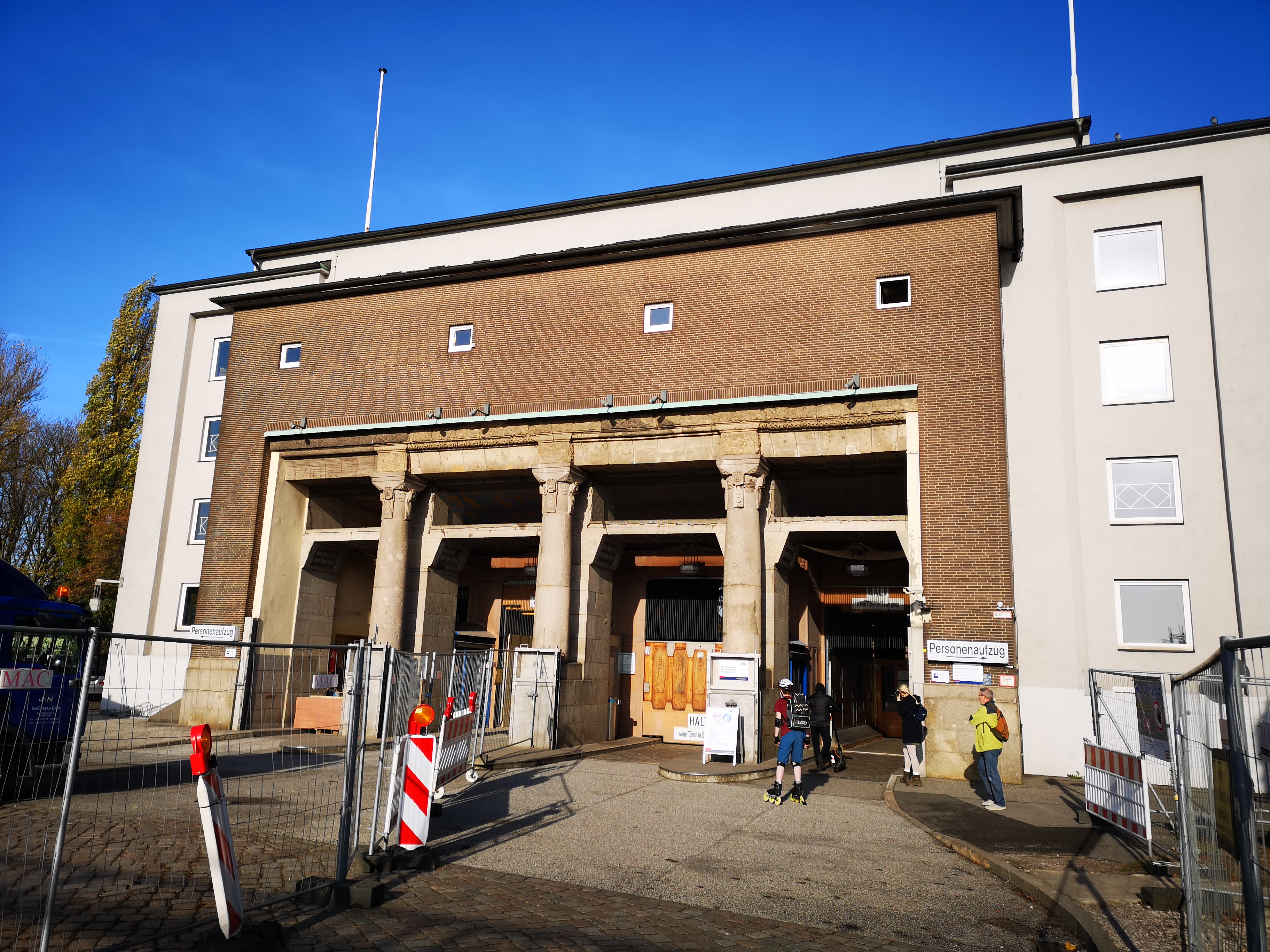
Alter Elbtunnel, Südeingang 2021

Die erhalten gebliebene Kuppel des Nordeingangs wurde im Jahr 2008 renoviert.
An den gefliesten Wänden der Tunnelröhren sind in regelmäßigen Abstand von etwa 10 Metern kleine Steinzeug-Reliefs eingefügt. Auf ihnen wird thematisch die darüberliegende Elbe dargestellt. Hierzu gehören Abbildungen von Fischen, Krebsen, Muscheln, aber auch von Ratten und weggeworfenen Gegenständen.
Die Treppenhalle auf der St.-Pauli-Seite zeigt im oberen Gang Keramikreliefs der leitenden Mitarbeiter der am Bau beteiligten Firmen und Behörden.
Die von unten sichtbaren Terrakottafriese zeigen auf der St.-Pauli-Seite vier Reliefs, und zwar zum Auftrag, zum Bau, zum Durchstich und zur Eröffnung. Auf der Steinwerder-Seite stellen die Reliefs technische Erneuerungen zu den Urelementen Erde, Feuer, Wasser und Luft dar. Sie wurden ebenso wie die „Tunneltiere“ von dem Bildhauer und Keramiker Hermann Perl entworfen und modelliert und in der Werkstatt der Ofen- und Tonwarenfabrik A. H. Wessely am Falkenried fertiggestellt.

## Abschnitte, Steigung, Gefälle, Tiefe
Die Tunnel sind symmetrisch und bestehen aus 5 Abschnitten. Vor den Aufzügen ist jeweils ein 20 m langer waagerechter Abschnitt. Dann folgt ein Abschnitt, der bei Fahrt in Richtung Tunnelmitte an der Wand mit „fällt 1:100 auf 150 Meter“ beschrieben wird, bei Fahrt in Gegenrichtung mit „steigt 1:100 auf 150 Meter“. In der Mitte des Tunnels liegt dessen tiefster Abschnitt „waagerecht auf 108,5m“. Je Abschnittswechsel weist ein Schild an der Wand darauf hin.
Fast in Tunnelmitte befindet sich ein Schild an der Wand „Tunnelmitte, Fahrbahnhöhe-15.8m.Hmbg.Null. =21 Meter unter Mittl. Hochwasser.“

## Nutzungsgeschichte und Umbauten

### Umbauten und Sanierung

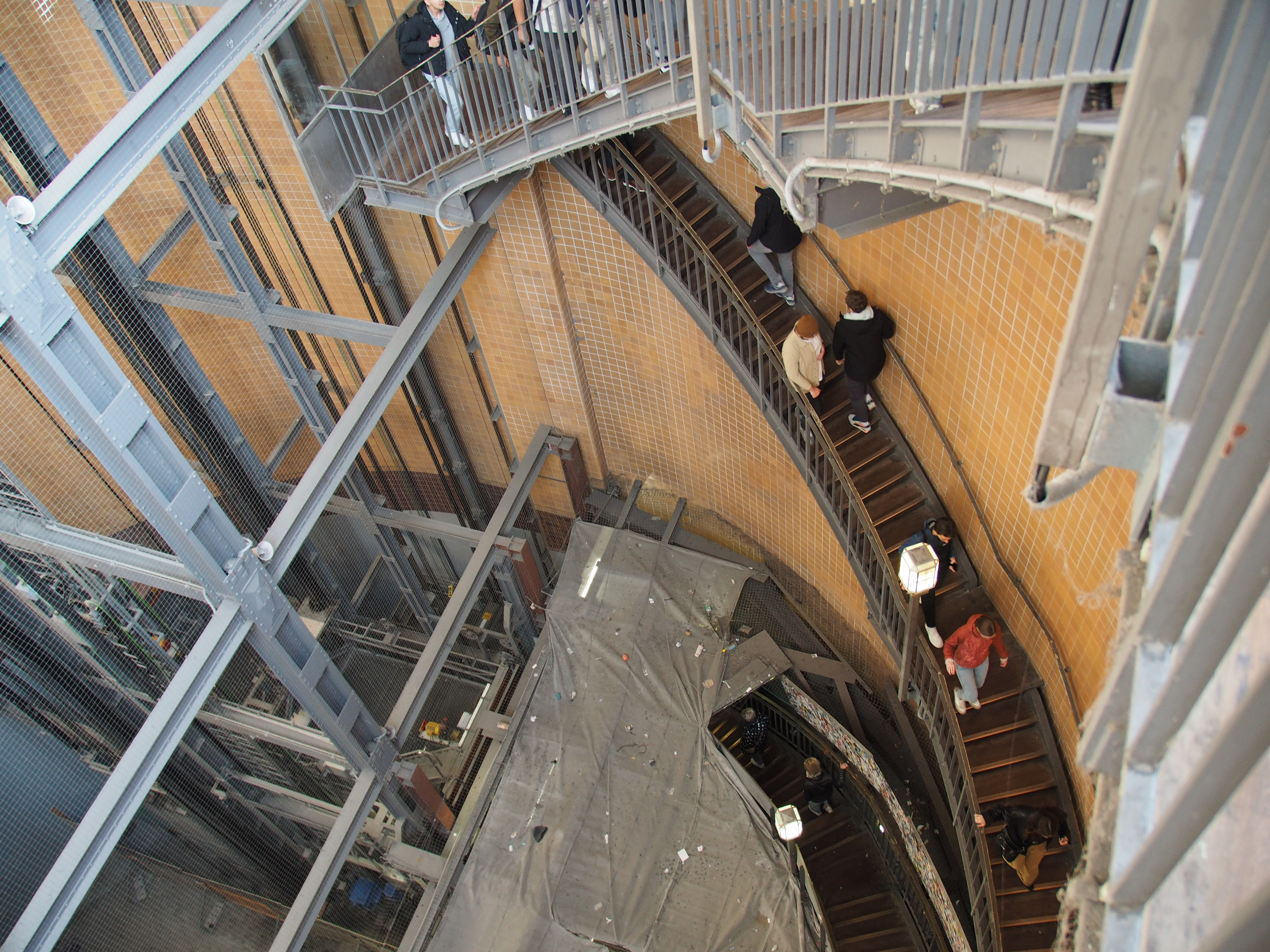
Zugang über Treppen

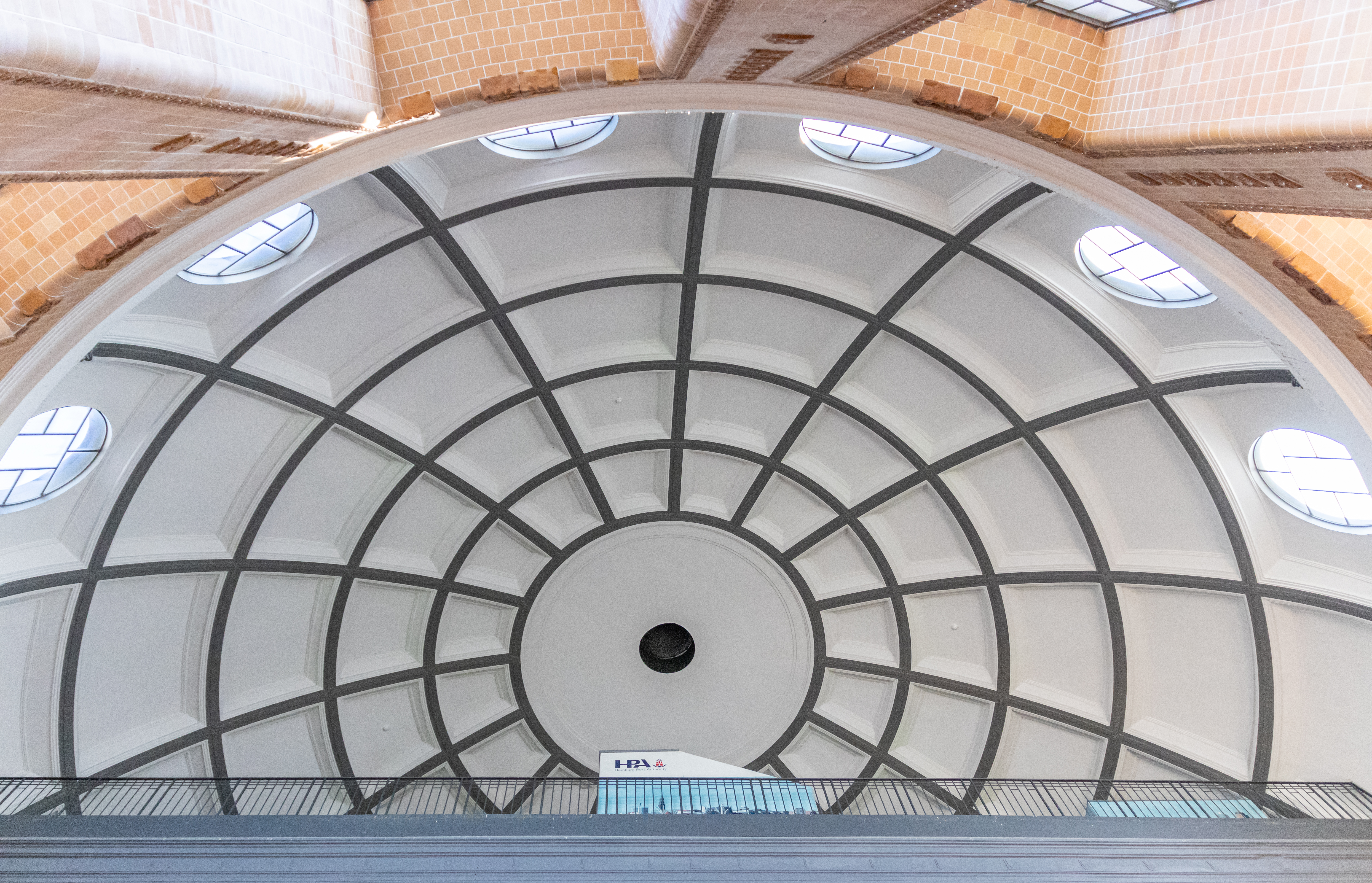
Kuppel des Nordeingangs, Innenansicht

Der Tunnel war für Fußgänger zunächst über feste Treppen und zwei Personenaufzüge zugänglich, die in den Schachtgebäuden in die Tiefe führten. Im Rahmen einer Modernisierung wurden 1959 zusätzlich zu diesen Treppen die damals längsten freitragenden Rolltreppen Deutschlands nachgerüstet. Nachdem die Rolltreppen 1991 verschlissen waren, den Vorgaben des TÜV nicht mehr entsprachen und ein Umbau aus Kostengründen nicht umsetzbar erschien, wurden diese 1993 entfernt und stattdessen auf jeder Seite durch einen zusätzlichen Personenaufzug ersetzt. Zusätzlich erneuerte man den bereits vorhandenen Personenaufzug.
Bei der Elbvertiefung 1981/82 wurde die Überdeckung des Tunnels bis auf einen Meter reduziert. Während dieser Arbeiten waren Teile des Tunnels durch eine Stahlbetonwand vom restlichen Tunnelsystem abgetrennt. Als Schutz gegen das Aufschwimmen und Beschädigungen wurde eine Stahlbeton-Konstruktion auf den Tunnel gelegt, wodurch die Wassertiefe auf 10,6 Meter bezogen auf das alte SKN (mittleres Springniedrigwasser) erhöht werden konnte.
Im Jahr 1994 wurde mit einer Grundsanierung begonnen, deren Ziel die Wiederherstellung des Erscheinungsbildes von 1911 und der Einbau moderner Technik war, darunter neue Personenaufzüge sowie moderne Hochwassertore. Die Kosten betrugen bislang etwa 15 Millionen Euro.
Nach der Sanierung des Schachtgebäudes auf der Steinwerder-Seite und der fast abgeschlossenen Instandsetzung des Schachtgebäudes auf der St.-Pauli-Seite sind seit August 2010 die beiden Tunnelröhren des 100 Jahre alten, denkmalgeschützten Bauwerks an der Reihe. Die Hamburg Port Authority (HPA) investiert einen zweistelligen Millionenbetrag in die Erneuerung und damit in den Erhalt des alten Elbtunnels. Während der gesamten Baumaßnahme bleibt eine Röhre geöffnet. Für den Pkw-Verkehr wurde ab dem 5. Oktober 2009 eine Richtungsstraßenregelung, ähnlich der der Sierichstraße eingerichtet. Das heißt, von 8 bis 13 Uhr herrscht Einbahnverkehr von den St.-Pauli-Landungsbrücken nach Steinwerder (Richtung Süden), von 13 bis 20 Uhr fließt der Verkehr zurück zum Stadtzentrum (Richtung Norden). Radfahrer müssen sich jeweils dem Verkehrsfluss anpassen und erforderlichenfalls das Rad in entgegengesetzter Richtung auf dem Fußweg schieben. Die Fertigstellung der ersten, östlichen Röhre war zum 100. Geburtstag des Tunnels im September 2011 geplant, gleich danach sollte die zweite in Angriff genommen werden. Anfang 2013 gab die Hamburg Port Authority (HPA) bekannt, dass der Sanierungsbedarf wesentlich höher als erwartet sei und sich die Bauzeit erheblich verlängern werde.
Ende 2015 wurden die voraussichtlichen Kosten der Sanierung auf mehr als 100 Millionen Euro beziffert. 1994 war die zuständige Hafenbehörde noch von 15–17 Millionen Euro ausgegangen. Für die Arbeiten an der östlichen Röhre werden von der HPA Kosten von 59,7 Millionen Euro genannt.

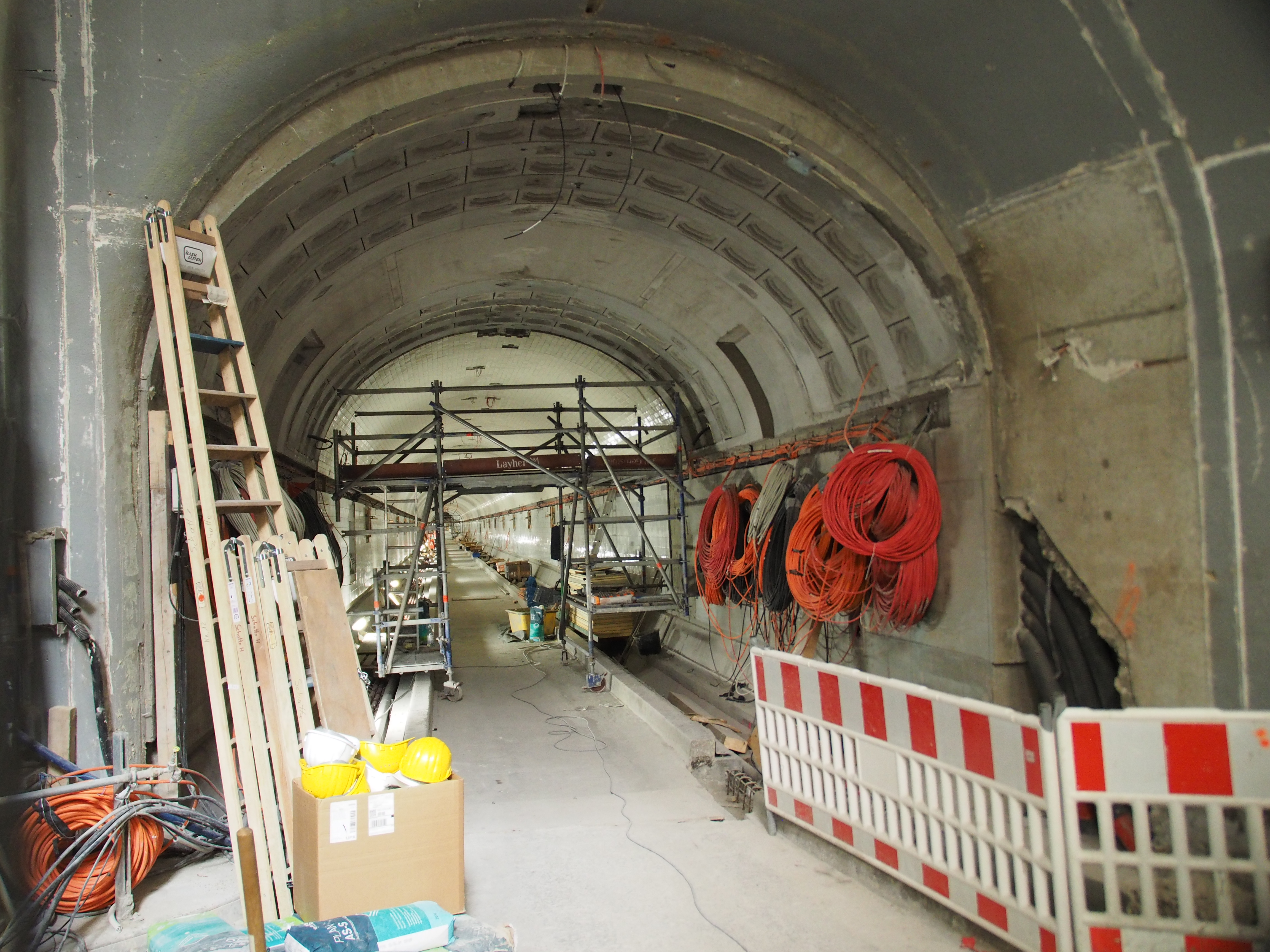
Bauarbeiten an der Weströhre (Sept. 2024)

Mittlerweile ist die Sanierung der Oströhre abgeschlossen, diese wurde am 26. April 2019 wieder eröffnet und für den Verkehr freigegeben.
Am 3. Juni 2019 begann die Sanierung der Weströhre.
Sie soll 2026 abgeschlossen werden (Stand Mai 2023).
Anlässlich der Wiedereröffnung der Oströhre veranstalteten unter der Leitung von Georg Hajdu die Hochschule für Musik und Theater Hamburg und die Hamburg Port Authority vier Konzerte Symphonie im St. Pauli Elbtunnel. Die spezifisch für diesen Raum komponierten Werke der vernetzten Musik wurden mit Streichern, Bläsern, Akkordeon (Instrument der Seeleute), Schlagwerk und Gesang instrumentiert. Auf Tablets, die von einem Server einzeln angesteuert wurden, wurden die Noten jedem der in den beiden Tunnelröhren verteilten 144 Musizierenden in Echtzeit dargestellt. Das Publikum wandelte dabei durch die Röhren, wobei je nach Standort ein in Raum und Zeit einmaliges, individuelles Hör- und Klangerlebnis erlebt werden konnte.

### Nutzungszahlen

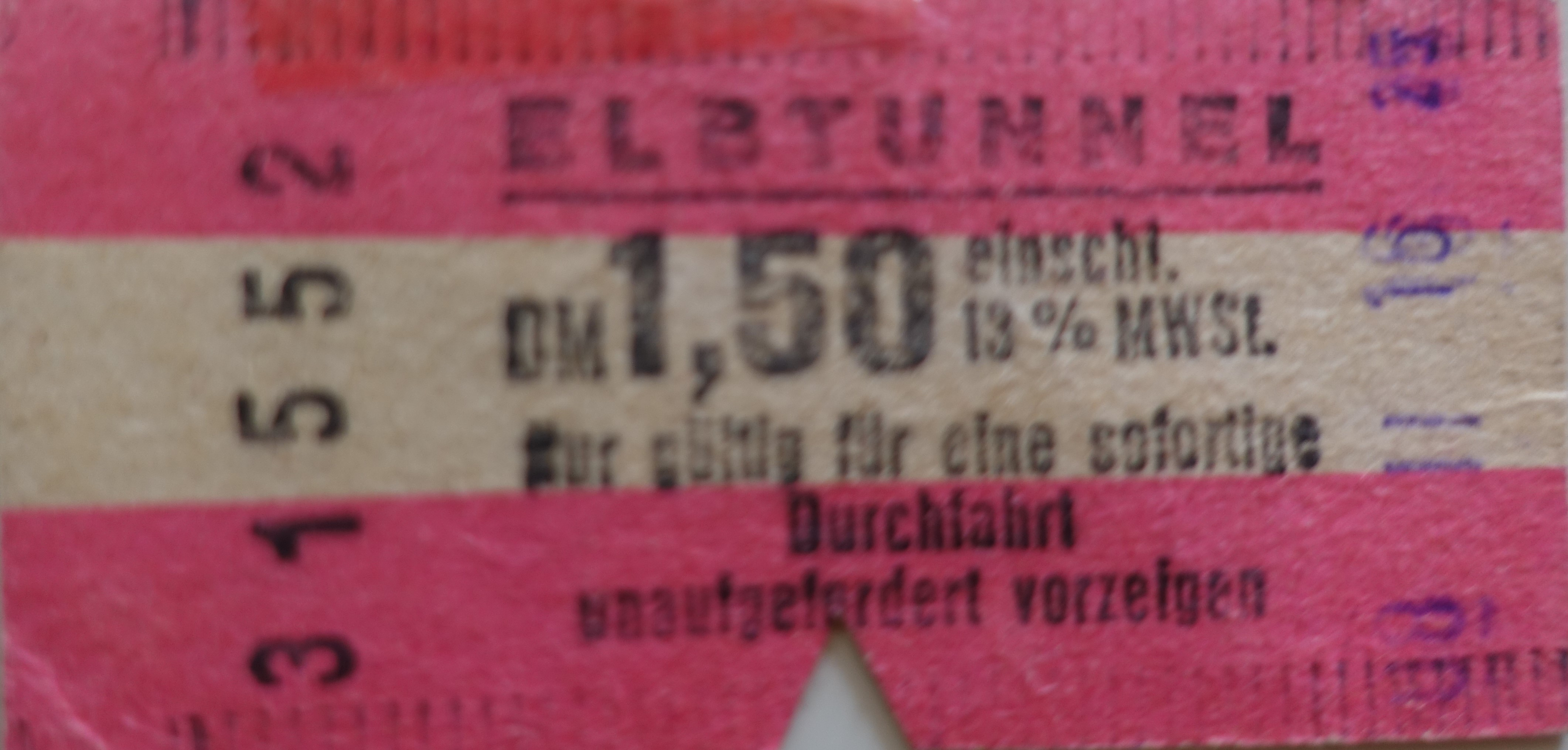
Fahrkarte vor 1983 für die Durchfahrt im Elbtunnel

Seit der Eröffnung des Tunnels unterquerten pro Jahr zwanzig Millionen Menschen die Elbe. Die meisten nutzten den Tunnel, um die Arbeitsplätze im Hafen und auf den Werften zu erreichen. Mit der Automatisierung des Stückgutumschlags durch Container und dem Werftensterben in den 1970er und 1980er Jahren verlor der Tunnel zunächst an Bedeutung. Weniger als 500.000 Fußgänger jährlich nutzten ihn. Durch den touristischen Ausbau und das wachsende Angebot von Freizeiteinrichtungen im südseitigen Hafengebiet stiegen die Zahlen wieder. Im Jahr 2008 wurden rund 300.000 Kfz, 63.000 Radfahrer und 700.000 Fußgänger gezählt. Zehn Jahre später hat sich die Nutzung deutlich verändert, nur noch 42.000 Autos/Jahr (im Durchschnitt 115 pro Tag) wurden gezählt, dafür aber 300.000 Radfahrer und über eine Million Fußgänger. Aufgrund dieser Verschiebung und um die Strecke für Touristen und den Fußgänger-/ Radverkehr aufzuwerten, erwägt der Hamburger Senat eine dauerhafte Schließung für Kraftfahrzeuge. Dadurch sollen u. a. geringere Sicherheitsvorkehrungen und Brandschutzauflagen möglich sein und die Kosten reduziert werden.

### Benutzungsentgelte, Öffnungszeiten
Über die kostenfreie Benutzung für Fußgänger gab es 1906 eine hitzige Debatte in der Bürgerschaft. Von den Sozialdemokraten wurde dialektisch pointiert argumentiert: „Weil die Bourgeoisie für die Instandhaltung der Reitwege auf der Uhlenhorst auch keine Abgaben bezahlt, muss die Tunnelbenutzung für Arbeiter frei sein.“ Der Elbtunnel bildete neben den Hafenfähren die einzige Möglichkeit, den Arbeitsplatz im Hafen zu erreichen. So blieb die Benutzung für Fußgänger kostenfrei. Die unterirdische Elbquerung kostete bei der Eröffnung 1911 für Droschken, Personenwagen, leere LKW, geführte Pferde und Esel 50 Pfennig (entspricht heute 3,43 Euro). Beladene Lastwagen und Gesellschaftswagen mussten eine gewichtsabhängige Gebühr bezahlen (bis vier Tonnen: eine Mark / bis sechs Tonnen: zwei Mark / bis zehn Tonnen: vier Mark). Für mitgeführte Hunde hatten die Halter eine Gebühr von zehn Pfennig zu zahlen.
Noch heute ist der Alte Elbtunnel für Fußgänger und Radfahrer kostenfrei und zeitlich unbeschränkt geöffnet (mit Ausnahme der Silvesternacht von 21 bis 4 Uhr). Radfahrer müssen sich dem Verkehr anpassen oder schieben. Seit 3. Juni 2019 ist der Tunnel für die Sanierung der Weströhre für Kraftfahrzeuge gesperrt, ein Enddatum steht noch nicht fest.

### Kulisse für Filmaufnahmen
Der Tunnel diente als Hintergrundkulisse für Dreharbeiten für Film und Fernsehen. Neben den Serien St. Pauli Landungsbrücken und Großstadtrevier wurde dies genutzt für die Filme Der Millionenraub, Die Akte Odessa, Der amerikanische Freund, Supermarkt und Absolute Giganten.

## Hafenwirtschaftliche Folgen
Im Zuge der Globalisierung des Welthandels werden immer größere Schiffe, vor allem Containerschiffe gebaut. Diese haben einen großen Tiefgang von bis zu 16 Metern und können deshalb die flussaufwärts hinter dem Alten Elbtunnel gelegenen Hafenbecken nicht anlaufen. In diesen erfolgte jedoch bislang ein großer Teil des Frachtumschlags. Wegen dieses Zusammenhangs wurden vor allem die Waltershofer Häfen ausgebaut, in die sich mittlerweile das Fracht-Verkehrsaufkommen großenteils verlagert hat.
Die großen Kreuzfahrtschiffe mit weniger als zehn Meter Tiefgang können dagegen über den Alten Elbtunnel hinweg das Kreuzfahrt-Terminal an der HafenCity anlaufen, an diesem vormaligen „Strandhafen“ befanden sich bis Ende der 1930er Jahre schon die Passagierhallen der Hamburg-Amerika-Linie (HAPAG).

## Regelmäßige Veranstaltungen
Von 2000 bis 2009 wurde am letzten Sonntag im Januar der Elbtunnel-Marathon veranstaltet, bei dem die beiden Tunnelröhren insgesamt 48 mal durchlaufen werden. Nachdem er im Juni 2019 noch einmal stattfand, ist er (Stand 2023) bis zur Fertigstellung der Sanierung ausgesetzt.